# Ado (cantante)
Ado (Tokyo, 24 ottobre 2002) è una cantante giapponese.
Nel 2020, ha debuttato con il singolo digitale Usseewa (うっせぇわ?), che ha raggiunto la prima posizione nella Billboard Japan Hot 100, nella Oricon Digital Singles Chart e nella Oricon Streaming Chart. Nel 2022, la sua canzone New Genesis, è stata utilizzata come sigla del film anime One Piece Film: Red.
Attualmente fa parte della società di gestione di artisti Cloud Nine e le etichette Virgin Music e Geffen.

## Carriera

### Esordi
Negli anni delle scuole elementari si è interessata alla musica dopo la messa in rete del sito di video-sharing Niconico su Nintendo 3DS appassionandosi alla cultura dei cantanti che si esibiscono senza mostrare il proprio volto.
Il 10 gennaio 2017 ha pubblicato su Niconico un video in cui canta una cover della canzone Vocaloid Kimi no taion (君の体温?) e ha iniziato la sua attività di cantante utaite (cantante di cover su internet).
Il 17 settembre 2019 ha dichiarato in una diretta live sul suo canale YouTube che avrebbe tenuto un'esibizione dal vivo allo Zepp Divercity il 10 gennaio 2021.
Sempre nel 2019 ha partecipato alla canzone di くじら (Kujira?) Kinmokusai, che il 23 dicembre 2019 è stata diffusa in distribuzione limitata.
Nel 2020 ha partecipato come cantante al singolo digitale Shikabanēze (シカバネーゼ?) del produttore Vocaloid jon-YAKITORY, pubblicato il 29 marzo e ha raggiunto la prima posizione nella classifica virale nazionale di Spotify. Nel maggio 2020 ha partecipato alla compilation PALETTE4 di Pony Canyon. Ha pubblicato due canzoni, Kōrubōi (コールボーイ?) di Shudō e Taema naku ai-iro (絶え間なく藍色?) di Shishi Shishi, in versione digitale.

### Debutto con la major

#### 2020
Il 15 ottobre annuncia il suo debutto con la Universal Music Japan e il 23 ottobre pubblica la canzone Usseewa (うっせぇわ?), scritta da Syudou (Shudō).
Il video musicale della canzone, pubblicato sul suo canale YouTube, raggiunge un totale di 5 000 000 di visualizzazioni al 14 novembre dello stesso anno. Nel 2022, il video musicale supera le 200 milioni di visualizzazioni. Il 10 dicembre 2020, Usseewa (うっせぇわ?) si è piazzato al primo posto della Spotify Viral 50 Japan. Il 24 dicembre, l'artista pubblica il suo secondo singolo Readymade (レディメイド?, Redimeido), scritto dal produttore Vocaloid Surii.

#### 2021
Il 22 gennaio viene trasmessa un'intervista telefonica su Music Station di TV Asahi, la sua prima apparizione televisiva. Il 23 gennaio dello stesso anno, Usseewa raggiunge un totale di 40 milioni di visualizzazioni. Il 3 febbraio 2021 si è piazzato al primo posto sia nella Oricon Digital Singles Chart che nella Oricon Streaming Chart. Il 14 febbraio pubblica il suo terzo singolo, Giragira (ギラギラ?), scritto dal produttore Vocaloid teniwoha. Quattro giorni dopo, il 18 febbraio, il numero di iscritti al suo canale YouTube supera il milione.
Il 15 marzo 2021, Usseewa (うっせぇわ?) raggiunge la prima posizione della Billboard Japan Hot 100 e il 20 marzo il video musicale su YouTube raggiunge le 100 000 000 di visualizzazioni, centoquarantotto giorni dopo la sua pubblicazione. Il 29 marzo, Usseewa (うっせぇわ?) ha raggiunto i 100 milioni di ascolti nella classifica Streaming Songs di Billboard Japan dopo diciassette settimane dall'ingresso in classifica, il sesto più veloce della storia e il più giovane per una cantante solista.
Il 27 aprile, Ado ha pubblicato il suo quarto singolo Odo (踊?), il testo è stato scritto dal produttore Vocaloid DECO*27 e la musica è stata composta e arrangiata da Giga e TeddyLoid. La canzone è stata utilizzata nel programma della NHK sui produttori Vocaloid.
L'11 giugno 2021 è stata scelta come seconda artista femminile giapponese per "YouTube's Artist on the Rise". Il 14 giugno 2021 pubblica il suo quinto singolo Yoru no Pierrot (夜のピエロ?). Il testo è stato scritto dal produttore Vocaloid biz e il 19 giugno la canzone è apparsa nella nuova pubblicità di Tama Home Happy Song Ado Arc.
Il 31 luglio è stato pubblicato Yoru no pierrot (TeddyLoid Remix), un remix di TeddyLoid di Yoru no pierrot (夜のピエロ?). Il video musicale è stato creato da ORIHARA, dal direttore dell'immagine di Ado, da Keigo Inoue, che si era occupato del video musicale di Yoru no pierrot (夜のピエロ?), e da altri illustratori, e presenta una ragazza che vaga di notte per Shibuya.
Il 12 agosto viene pubblicato il sesto singolo Aitakute (会いたくて?). Nella classifica Billboard JAPAN pubblicata il 25 agosto, le visualizzazioni cumulative in streaming di Odori, seconda canzone dell'artista, hanno superato i 100 000 000 e nella stessa classifica pubblicata il 22 settembre, anche le visualizzazioni cumulative in streaming di Giragira (ギラギラ?), terza canzone dell'artista, hanno superato i 100 000 000 di visualizzazioni.
Il 28 ottobre, è stato pubblicato il suo settimo singolo, Ashura-chan (阿修羅ちゃん?), il testo è stato scritto dal produttore Vocaloid Neru. Il brano è stato interpretato sul ghiaccio dal due volte campione olimpico Yuzuru Hanyū all'interno del suo spettacolo GIFT svoltosi il 26 febbraio 2023 al Tokyo Dome e trasmesso in tutto il mondo da Disney+
L'11 dicembre 2021 ha vinto il premio "Best New Asian Artist Japan" al MAMA Award.

#### 2022
Il 26 gennaio viene distribuito il primo album Kyōgen (狂言?). Il 4 aprile si tiene il suo primo concerto dal vivo allo Zepp Diver City.
Ado ha fornito la voce del personaggio Uta nel film anime del 2022 One Piece Film: Red. L'album Uta no Uta ONE PIECE FILM RED (ウタの歌 ONE PIECE FILM RED?), che include le canzoni del film, è stato pubblicato il 10 agosto. La sigla del film, Shin jidai (新時代?), ha raggiunto la vetta della classifica Global Top 100 di Apple Music diventando la prima canzone giapponese a raggiungere la prima posizione a livello mondiale. Inoltre, tutte e otto le canzoni dell'album, sono finite in classifica, con quattro di esse (Shin jidai (新時代?), Watashi wa saikyō (私は最強?), Gyakkō (逆光?) e Utakatararabai (ウタカタララバイ?)) che hanno raggiunto la top 10. Inoltre, le visualizzazioni settimanali del genere J-Pop nel suo complesso sono aumentate, contribuendo in modo significativo al numero record di visualizzazioni settimanali di J-Pop in tutto il mondo.
Nel suo secondo show, svoltosi l'11 agosto alla Saitama Super Arena, Ado ha scelto di cantare rimanendo con il volto nascosto nell'ombra per l'intera durata dello spettacolo, due ore e mezza, per sottolineare la centralità della musica.
Nella Billboard Japan Hot 100 pubblicata il 17 agosto, Shin jidai (新時代?), Watashi wa saikyō (私は最強?) e Gyakkō (逆光?) raggiungono le prime tre posizioni in assoluto. Lo stesso artista monopolizza la Top 3 per la prima volta nella storia della classifica.
Il 16 ottobre ha fatto la sua prima apparizione a un festival durante il secondo giorno del "Super Party 2022", che si è tenuto alla Saitama Super Arena il 15 e 16 ottobre.
Nell'ottobre, Ado firma con Geffen Records per pubblicare musica negli Stati Uniti, oltre al suo attuale contratto discografico con Virgin Music.
Il 16 novembre, Shin jidai (新時代?) ha vinto il Excellent Work Awards alla 64ª edizione dei Japan Record Awards, aggiudicandosi anche un premio speciale per il secondo anno consecutivo.
Il 30 dicembre si è esibita per la prima volta al COUNTDOWN JAPAN 22/23.

#### 2023
Il 10 gennaio la cantante ha annunciato il tour di 14 date nelle sale e nelle arene Ado zenkoku tsuā 2023 "Māzu" (Ado 全国ツアー2023『マーズ』?), che si svolgerà in undici diverse località del Giappone.
Il 6 settembre hanno pubblicato la canzone Shō (唱? lett. "Canto") utilizzata dalla Universal Studios Japan per promuovere il loro evento di Halloween, Halloween Horror Nights. La canzone ha debuttato al numero 8 nella Billboard Japan Hot 100 per la settimana del 13 settembre. Nella sua seconda settimana, la canzone è salita al numero 3 prima di raggiungere il numero uno nella sua terza settimana in classifica, diventando la terza canzone di Ado al numero uno della classifica dopo Usseewa (うっせぇわ?) e Shin jidai (新時代?). Entro otto settimane dall'uscita, la canzone ha accumulato oltre 100 milioni di stream, inoltre, ha registrato 13,21 milioni di visualizzazioni settimanali nella classifica Oricon Weekly Streaming Ranking (2 ottobre), diventando la prima artista solista nel 2023 a raggiungere il primo posto della classifica streaming.
Il 5 ottobre è stato pubblicato il singolo digitale Kurakura (クラクラ?). La canzone è stata usata come sigla di apertura per la seconda stagione dell'anime televisivo Spy × Family.
Il 24 ottobre la cantante ha annunciato il suo primo tour mondiale Wish che si terrà nel 2024.

#### 2024
Il 31 gennaio è stato pubblicato il singolo digitale Chocolat Cadabra (ショコラカタブラ?, Shokorakatabura), il 23 febbraio è stato pubblicato il singolo digitale Value.
Il 27 e 28 aprile, tre anni e mezzo dopo il suo debutto major, si sono tenute allo Stadio Nazionale due esibizioni soliste dal vivo chiamate Ado SPECIAL LIVE 2024 "Shinzō", diventando così la prima artista solista donna a farlo. Ha attirato 140 000 spettatori in due giorni.
Il 20 aprile 2024, Ado ha annunciato il suo secondo album in studio, Zanmu (残夢?). L'album è stato pubblicato il 10 luglio 2024, insieme a un CD live dal suo primo tour mondiale Wish registrato al Peacock Theatre, in California.
Il 24 ottobre 2024 Ado annuncia il suo secondo tour mondiale "Hibana".

## Discografia

### Album in studio
- 2022 – Kyōgen (狂言?)
- 2024 – Zanmu (残夢?)

### Colonna sonora
- 2022 – Uta no Uta ONE PIECE FILM RED (ウタの歌 ONE PIECE FILM RED?)

### Compilation
- 2023 – Ado's Utattemita Album (Adoの歌ってみたアルバム?, Ado no utattemita arubamu)

### Singoli
- 2020 – Usseewa (うっせぇわ?)
- 2020 – Readymade (レディメイド?, Redimeido)
- 2021 – Giragira (ギラギラ?)
- 2021 – Odo (踊?)
- 2021 – Yoru no pierrot (夜のピエロ?)
- 2021 – Aitakute (会いたくて?)
- 2021 – Ashura-chan (阿修羅ちゃん?)
- 2022 – Kokoro to iu na no fukakai (心という名の不可解?)
- 2022 – Eien no akuruhi (永遠のあくる日?)
- 2022 – Shin jidai (新時代?)
- 2022 – Watashi wa saikyō (私は最強?)
- 2022 – Gyakkō (逆光?)
- 2022 – Utakatararabai (ウタカタララバイ?)
- 2022 – Rebellion (リベリオン?, Riberion)
- 2023 – Atashi wa mon dai saku (アタシは問題作?)
- 2023 – Ibara (いばら?)
- 2023 – Himawari (向日葵?)
- 2023 – Show (唱?)
- 2023 – Dignity
- 2023 – Kurakura (クラクラ?)
- 2024 – All Night Radio (オールナイトレディオ?, Ōrunaitoredio)
- 2023 – Unravel
- 2023 – Buriki no dance (ブリキノダンス?, Burikinodansu)
- 2024 – Nukegara (ショコラカタブラ?)
- 2024 – Value
- 2024 – Mirror
- 2024 – Rule (ルル?, Ruru)
- 2024 – Shoka
- 2024 – Sakura Biyori and time machine with Hatsune Miku
- 2024 – Kitto Coaster
- 2024 – Episode X
- 2025 – Elf
- 2025 – Bouquet for Me
- 2025 –  ROCKSTAR
- 2025 – Hello Signals

## Riconoscimenti
- MTV Video Music Awards Japan
  - 2021 – MTV Breakthrough Song per Usseewa (うっせぇわ?)[57]
  - 2022 – Canzone dell'anno per Shin jidai (新時代?)[58]
- Japan Record Award
  - 2021 – Special Award[59]
  - 2022 – Excellent Work Awards per Shin jidai (新時代?)[60] e Special Award
- Mnet Asian Music Awards
  - 2021 – Miglior nuovo artista asiatico[61]
- Billboard Japan Music Awards
  - 2022 – Artista dell'anno[62]
- Crunchyroll Anime Awards
  - 2023 – Best Anime Song per Shin jidai (新時代?)[63]